# IOS开发者计划
iOS开发者计划（英语：iOS Developer Program）是苹果公司为iOS开发人员提供的官方项目，该计划包括为开发人员提供开发工具，技术支持培训，资格及程序发布审核等支持。苹果公司的iOS Dev Center网站亦提供了大量技术和学习资料。此外苹果公司每年都会举办苹果公司全球软件开发者年会（WWDC）。
开发者每年拥有两次技术支持事件（TSI），每次允许开发者请求技术支持工程师提供代码级支持。问题将被分配给合适的工程师以帮助排除代码问题，指出获取其他技术资源的途径，或者提供能够加速其开发过程的变通方法或相应的技术文档。开发者可以通过会员中心的“Programs & Add-ons”（计划和附加项目）购买额外的技术支持事件，包括99美元2次技术支持和249美元5次技术支持两种选择。
开发者需要到苹果公司开发者网站（页面存档备份，存于）注册成为开发者，注册时必须提交Apple ID及一些相关信息，并同意“Apple开发者注册协议”中的条款和条件。注册完成后可以选择一种计划，目前共包含三种计划：
- 標準計劃：適合想透過App Store上架免費或付費軟體的開發者。有Ad Hoc方式，可繞過App Store發佈軟體，但每年有測試idevice（iphone/ipad/AppleTV/AppleWatch）各100台的限制。公司和個人都可加入，年費為$99(688 RMB/年)。
- 企业计划：面向创建专有应用程序供内部使用的专属应用程序（例如通过无线分发）的公司和组织，可以无限通过Ad Hoc方式发布到企业内部设备上，但是不能通过App Store发布。开发机构需提供其 Dun & Bradstreet编号（DUNS）进行注册[4]，费用为每年$299(1,988 RMB/年)。
- 大学计划：面向希望在其课程中引入应用程序开发的高等教育机构。注册后可以访问许多iOS开发技术资料，但不能对外正式发布iOS应用程序，也没有一年两次的技术支持事件，该计划免费。